# Kurt von Marval
Kurt von Marval (* 12. November 1888 in Stuttgart; † 31. März 1980 ebenda) war ab 1969 Ehrenbürger von Nordheim im Landkreis Heilbronn im nördlichen Baden-Württemberg. Er war der Stifter der Von Marval’schen Familienstiftung, die aus dem ehemaligen Seyboldschen Familien-Fideikommiss und der Von Seybold-von den Velden’schen Stiftung hervorgegangen ist und insbesondere zahlreiche Grundstücke auf der Gemarkung von Nordheim sowie des Nachbarortes Heilbronn-Klingenberg umfasst. Durch großzügige günstige Grundstücksverkäufe an die Gemeinde hat er die Gestaltung der heutigen Ortsmitte von Nordheim mit dem heutigen Rathaus und dem Rathauspark sowie die Erschließung verschiedener Wohn- und Gewerbegebiete ermöglicht. Nach Kurt von Marval ist die Kurt-von-Marval-Schule Gemeinschaftsschule Nordheim benannt.

## Leben
Er war der Sohn des Wilhelm von Marval-Seybold (geboren als Guillaume von Marval, 1861–1944) und der Edith Storr (1866–1945). Marval schlug 1907 mit seinem Eintritt in das 2. Ulanen-Regiment „König Wilhelm I.“ Nr. 20 eine militärische Laufbahn in der Württembergischen Armee ein, in der er bis 1914 zum Leutnant aufstieg. Mit dem 2. Dragoner-Regiment „König“ Nr. 26 nahm er im Ersten Weltkrieg zunächst an Kriegsschauplätzen im Westen teil, bevor er 1916 als Rittmeister in Serbien und Russland im Feld stand. Am 16. November 1917 wurde Marval für seine Leistungen mit dem Ritterkreuz I. Klasse des Friedrichs-Ordens mit Schwertern ausgezeichnet. Zum Kriegsende hin war er im Oberelsass im Einsatz. Nach Kriegsende blieb er vorerst im Württembergischen Kavallerieregiment 13 in militärischen Diensten, kam dann im Juni 1920 zur Grenzkommission Polen und wurde im November 1921 als Major aus der Reichswehr entlassen.
Inzwischen 33 Jahre alt, begann er eine Lehre als Bankkaufmann, um sich eine zivile Existenz sichern zu können. Von den weiteren Berufsaussichten jedoch wenig begeistert, entschloss er sich zur Gründung eines Büros für Industrieversicherungen, das er bis zum Ausbruch des Zweiten Weltkriegs und auch noch einige Jahre in der Nachkriegszeit führte. Im Zweiten Weltkrieg trat er als Major in die 78. Infanterie-Division ein, nahm ab April 1941 am Balkanfeldzug und später an Einsätzen in Russland teil. Im weiteren Verlauf des Kriegs wurde er bis zum Kriegsende als Ausbildungs- und Stabsoffizier in Ludwigsburg eingesetzt.
Durch den Tod seines Vaters im Juli 1944 wurde er Inhaber des Seyboldschen Familien-Fideikommisses und damit einer der größten Grundbesitzer Nordheims mit rund 78 Hektar Grundstücken im Jahr 1947, darunter ein über 100 Ar großes herrschaftliches Anwesen in der Nordheimer Ortsmitte mit gepflegtem Landschaftspark. Auf seine Veranlassung hin wurde 1954 der Nordheimer Kindergarten, letzter Hauptgegenstand der durch Inflation und Währungsreform geschrumpften Von Seybold-von den Velden’schen Stiftung, an die evangelische Kirchengemeinde übertragen und die alte, nun masselose Stiftung aufgelöst. Etwa zur selben Zeit stellte Marval äußerst günstig das Grundstück für die Nordheimer Turn- und Festhalle sowie die größte Fläche des Neubaugebiets Weihen zur Verfügung, dessen wichtigste Straße zur Erinnerung an die älteren Stifter den Namen Seyboldstraße erhielt. Der Verkaufspreis betrug jeweils nur etwa ein Drittel der sonst ortsüblichen Bodenpreise.
Durch das Gesetz über das Erlöschen der Familienfideikommisse und sonstiger gebundener Vermögen (RGBl. I 1938, 825) vom 6. Juli 1938 war die Auflösung der Fideikommisse beschlossen worden. Die Durchführung zog sich jedoch bis weit nach dem Zweiten Weltkrieg hin, so dass von Marval für Grundstücksgeschäfte bis zum Inkrafttreten des Grundstücksverkehrsgesetzes vom 28. Juli 1961 stets besondere Genehmigungen einholen musste. Ab 1. Januar 1962 konnte er frei über seine Grundstücke verfügen.
Im Juli 1962 veräußerte er den alten Seyboldschen Gesamtbesitz in der Nordheimer Ortsmitte, insgesamt sechs Gebäude und Park mit einer Gesamtfläche von 104 Ar, für 446.000 DM an die Gemeinde Nordheim. Auf dem Gelände wurden das Feuerwehrhaus und der Bauhof errichtet, das Herrenhaus wurde zum Rathaus umgenutzt und der Rest des Parks wurde als öffentliche Grünfläche hergerichtet. Ebenfalls 1962 veräußerte er sehr günstig das Gelände, auf dem die 1980 nach ihm benannte Kurt-von-Marval-Schule Gemeinschaftsschule Nordheim errichtet wurde. Im weiteren Verlauf der 1960er Jahre hat er durch weitere günstige Grundstücksverkäufe und seine Zustimmung zu einem Bebauungsplan den Grundstock für das rund 6,5 Hektar große Nordheimer Gewerbegebiet Kelteräcker gelegt, auch das Erschließungsgebiet Geißbühl/Imenäcker geht auf günstig überlassenen, alten Marvalschen Grundbesitz zurück. In den 1970er Jahren hat er weitere große landwirtschaftliche Nutzflächen günstig an Nordheimer Landwirte veräußert. In Anerkennung seiner Verdienste um die großen kommunalen Aufgaben nach Kriegsende und Bereitwilligkeit, jeweils rasch und günstig den großen Landbedarf zu befriedigen, wurde er am 1. August 1969 zum Ehrenbürger von Nordheim ernannt.
Kurt von Marval blieb unverheiratet und erfreute sich bis ins hohe Alter guter Gesundheit. Er verstarb überraschend bei den Vorbereitungen zu einer Frühjahrskur im Alter von 91 Jahren. Er wurde auf dem Pragfriedhof in Stuttgart beigesetzt. In seinem Testament von 1973 hatte er die Errichtung der Von Marval’schen Familienstiftung verfügt, von der die Gemeinde Nordheim bis heute profitiert. Marval war außerdem Kunstsammler gewesen und vermachte der Staatsgalerie Stuttgart eine große Sammlung von Kupferstichen und Radierungen. Verschiedene Marval’sche Familienporträts vermachte er dem Kunstmuseum Neuchâtel, wo sie sich bereits längere Zeit als Leihgaben befunden hatten.

## Von Marval’sche Familienstiftung und Vorgänger

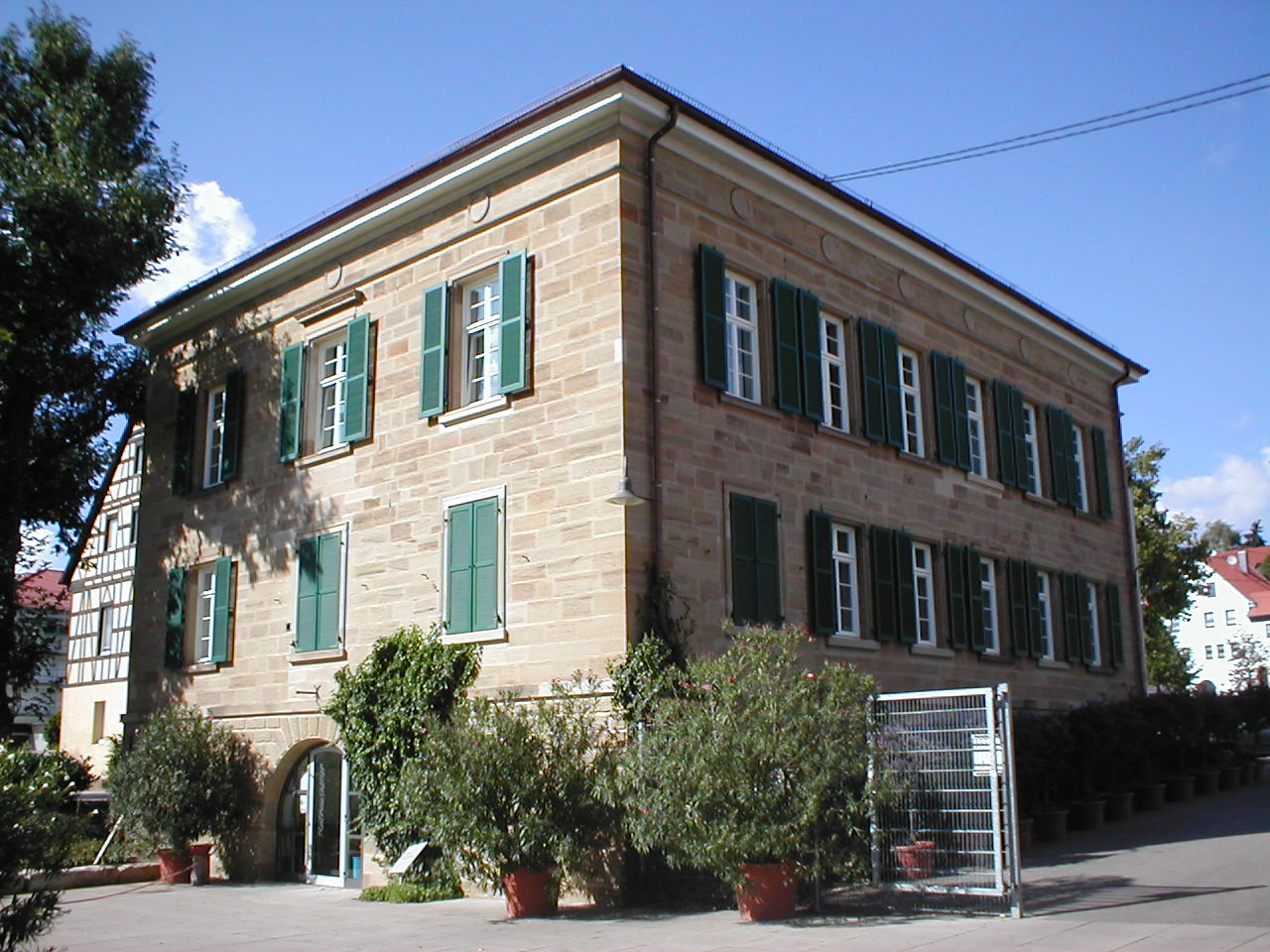
Das einstige Seybold’sche Herrenhaus, heute das Rathaus von Nordheim

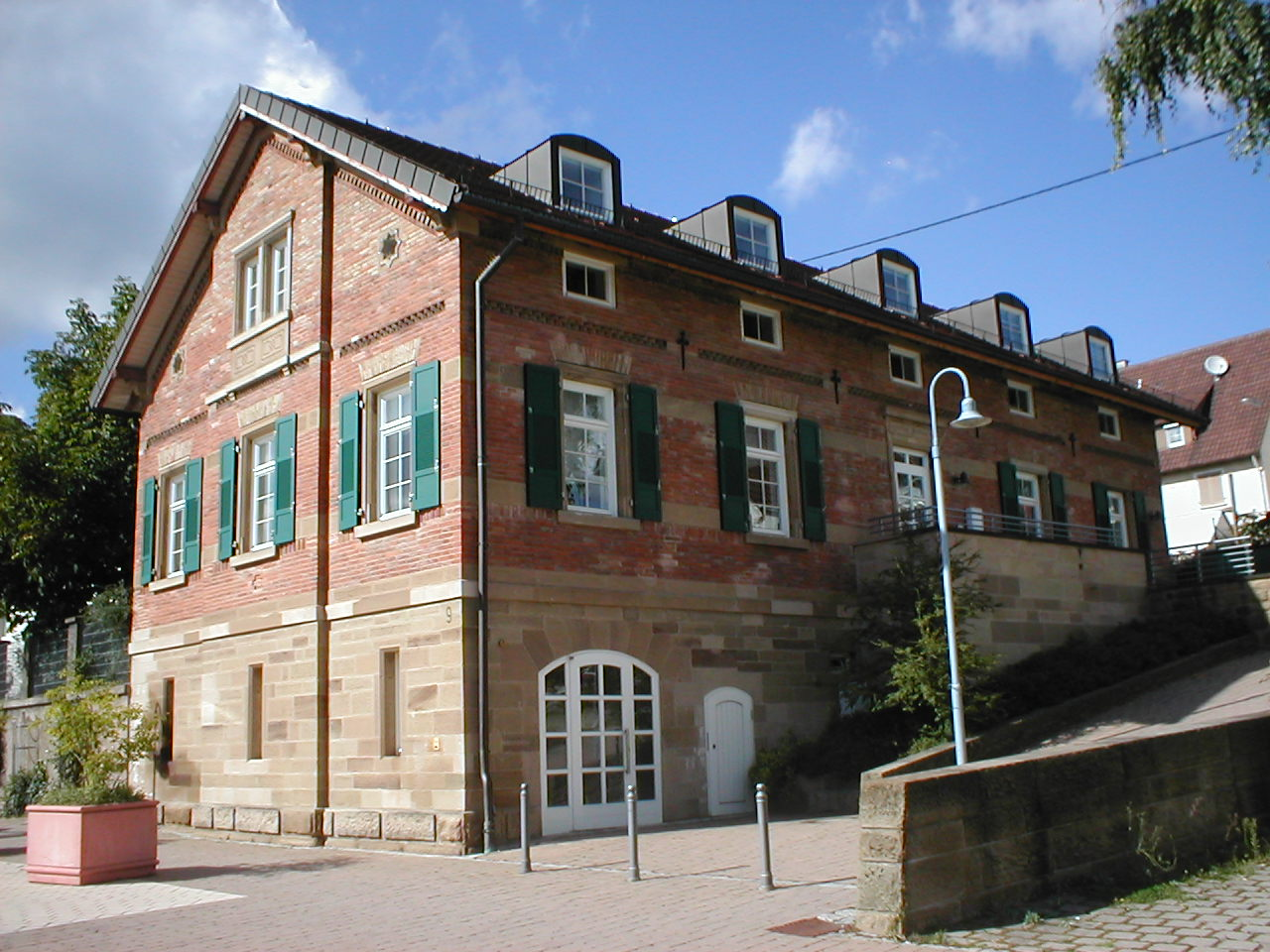
Die ehemalige Kleinkinderschule in Nordheim, Teil der Von Seybold-von den Velden’schen Stiftung

Die Familie Seybold ist seit 1782 in Nordheim nachgewiesen. Den Grundstock für den großen späteren Marval’schen Besitz legte der Gerichtsschreiber Johann Gottfried Seybold (1757–1816), der sich nach seiner Hochzeit 1782 mit seiner Frau Susanne Herrlinger in Nordheim niederließ, wo das Paar Grundstücke von den Eltern der Braut erhielt und weitere Grundstücke, vor allem von Auswanderern, zukaufte.
Der in Nordheim geborene Sohn Josef Wilhelm Friedrich Seybold (1799–1874) war in jungen Jahren als Händler in Antwerpen und später in Frankreich tätig. Er vermehrte den bereits ansehnlichen Nordheimer Besitz seiner Eltern durch weitere Grundstückszukäufe und kehrte um 1835, dem Jahr seiner Eheschließung mit Amalie von den Velden, nach Nordheim zurück, um die Güter der Familie selbst zu verwalten. 1836 ließ er sich in Heilbronn nieder und ließ den Nordheimer Besitz durch einen Verwalter bewirtschaften. Von 1837 bis 1846 war er Pächter der städtischen Mahlmühle auf dem Hefenweiler in Heilbronn. 1848 und 1849 gehörte er als Abgeordneter von Heilbronn dem württembergischen Landtag an. 1849 zog er nach Stuttgart. Von 1851 bis 1855 war er Landtagsabgeordneter für die Stadt Ludwigsburg. In jener Zeit ließ er durch den Architekten Georg von Morlok ein stattliches Wohnhaus am Nordheimer Marktplatz (das heutige Rathaus) errichten, das die Familie jedoch nur in den Sommermonaten bewohnte, während Stuttgart der Hauptwohnsitz blieb. In einem 1972 abgerissenen Vorderhaus war die Verwalter- bzw. später Pächterwohnung.
Anlässlich der Heirat der ältesten Tochter Agathe Seybold (1836–1917) mit dem Gutsbesitzer Friedrich von Marval im Jahr 1860 bestimmte Wilhelm Seybold testamentarisch den Seyboldschen Familien-Fideikommiss für die von seinen Eltern und ihm zusammengekauften Grundstücke und Güter. Gleichzeitig begründete er die Von Seybold-von den Velden’schen Stiftung, die mit größeren Geldmitteln und einem Neubau für eine Kleinkinderschule ausgestattet wurde. Diese Stiftung bestand bis 1954.
Während der Seybold-/Marval’sche Grundbesitz 1892 nur 12 Grundstücke mit einer Gesamtfläche von 277 Ar umfasste, war es vor allem das Verdienst von Wilhelm von Marval-Seybold (1861–1944), größere Mengen an Grundstücken hinzuzukaufen. Er war studierter Forstwissenschaftler und Flügeladjutant beim württembergischen König Wilhelm II. Auch er ließ das Nordheimer Gut durch Verwalter bzw. Pächter bewirtschaften und lebte vorwiegend in Stuttgart. Erst nach der Zerstörung seines Stuttgarter Wohnhauses floh er 1944 nach Nordheim, wo er und seine Frau verstarben und begraben sind. Bis 1939 war der Fideikommiss-Besitz auf 61 Grundstücke mit einer Fläche von 5667 Ar angewachsen. Bei der Zahl der Grundstücke ist jedoch anzumerken, dass in Nordheim zwischen 1892 und 1939 insgesamt fünf Flurbereinigungen stattfanden und die 61 Grundstücke im Jahr 1939 auf insgesamt 338 Grundstücke vor den jeweiligen Flurbereinigungen zurückgehen. Die Erbteilung zwischen den Kindern Gabriele von Marval (1891–1973) und Kurt von Marval begünstigte die Tochter mit dem Wohnhaus in Stuttgart und dem finanziellen Nachlass, während der Sohn Kurt den Besitz in Nordheim erbte.
Der Grundbesitz von Kurt von Marval wurde zwar durch seine zahlreichen Grundstücksverkäufe deutlich geschmälert, war zum Zeitpunkt seines Todes jedoch immer noch beträchtlich. Der Umfang des Vermächtnisses betrug auf der Gemarkung von Nordheim rund 45,5 Hektar größtenteils Ackerfläche sowie auf der Gemarkung von Klingenberg weitere 78,63 Ar Ackerflächen. Testamentarisch wurde festgelegt, dass die aus seinem Erbe zu errichtende Von Marval’sche Stiftung nach außen durch die Gemeinde Nordheim vertreten wird und sich der aus drei Personen bestehende Stiftungsrat aus dem jeweiligen Bürgermeister von Nordheim, einem vom Gemeinderat zu bestimmenden alteingesessenen Bürger sowie einem von zwei Stuttgarter Rechtsanwälten (nach deren Ausscheiden ebenfalls durch einen alteingesessenen Nordheimer zu ersetzen) zusammensetzt. Die Stiftung wurde am 8. Mai 1981 errichtet.